# Flávio Pinho
Flávio Pinho, mais conhecido como Florindo (Nova Friburgo, 5 de outubro de 1929 — Arroio dos Ratos, 23 de fevereiro de 2021), foi um futebolista brasileiro que atuou como zagueiro.

## Biografia
Jogando como zagueiro, Florindo tornou-se conhecido como Gigante do Ébano, devido ao seu porte vigoroso.
Revelado pelo Esperança de Nova Friburgo, em 1944, transferiu-se no ano seguinte para o Fluminense, clube da mesma cidade, para, mais tarde, retornar ao Esperança. Em 1949, foi para a Capital defender o Flamengo, permanecendo até maio de 1950. No mesmo ano, rumou para Porto Alegre para defender as cores do Nacional. De 1951 a 1959, atuou no Internacional de 1951 a 1959. Ficou marcado na história dos Grenais. Num Grenal realizado em 1956, ele tirou de bicicleta a bola que ia entrando no gol colorado e foi aplaudido de pé.
Florindo também jogou no Botafogo, Ponte Preta, Taubaté, Pelotas e São Paulo (RS).

## Morte
Morreu no dia 23 de fevereiro de 2021,dedivo a complicações da COVID-19.

## Tìtulos
Internacional
- Campeonato Gaúcho: 1951,1952,1953 e 1955.

Seleção Brasileira
- Campeonato Pan-Americano de Futebol: 1956.